# 1592 Mathieu
1592 Mathieu è un asteroide della fascia principale del diametro medio di circa 13,47 km. Scoperto nel 1951, presenta un'orbita caratterizzata da un semiasse maggiore pari a 2,7678946 UA e da un'eccentricità di 0,3023991, inclinata di 13,48018° rispetto all'eclittica.
L'asteroide è dedicato a uno dei nipoti dello scopritore.